# Armée du royaume d'Italie (1805-1814)
L’Armée du royaume d'Italie, active de 1805 à 1814, est une armée de terre créée par le vice-roi d'Italie Eugène de Beauharnais. Sous le Premier Empire, les États vassaux de la France napoléonienne, en particulier le royaume d'Italie, s'efforcent de mettre une armée sur pied. En Italie, ce projet se fait dans la lignée des attentes d'Eugène de Beauharnais, général d'Empire et vice-roi du pays, où la conscription a été instaurée en 1802 par la République italienne. L'organisation d'une telle armée a aussi pour but de s'émanciper de la présence des troupes françaises d'occupation, chargées du contrôle du territoire. Ainsi, en 1806, ce sont 40 000 soldats impériaux qui cantonnent dans le royaume de Naples. L'émergence des armées nationales permet non seulement de réduire les coûts d'entretien des contingents français et de garantir en partie l'autonomie des nouveaux royaumes, mais également de créer, pour la première fois, un sentiment d'unité chez les soldats italiens.

## Sous les républiques cisalpine et italienne
Pour des articles plus généraux, voir République cisalpine et République italienne (1802-1805).

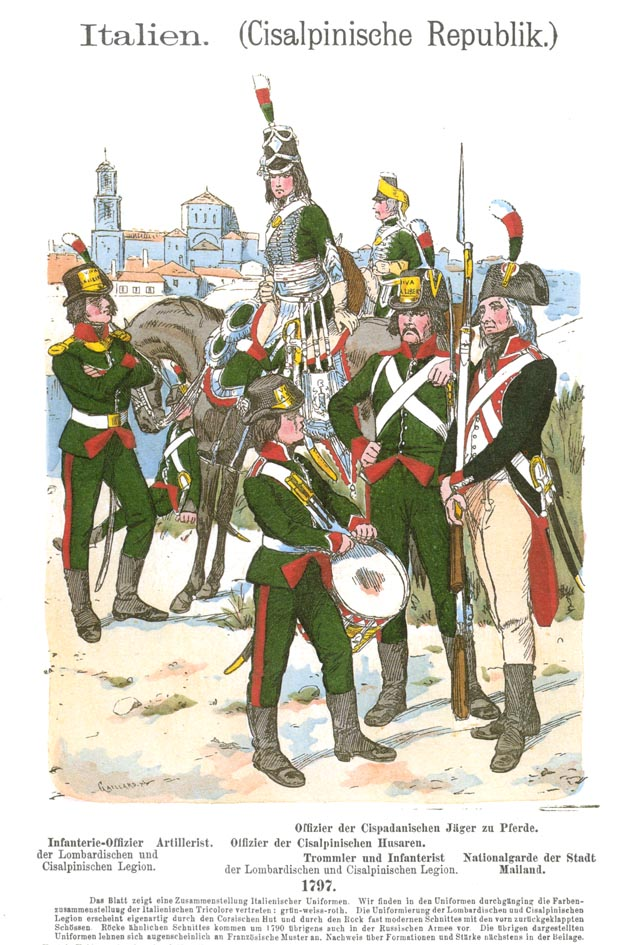
Armée italienne de la République cisalpine, 1797. Planche de Richard Knötel.

En juillet 1797, la République cisalpine est créée en Italie du Nord. La Légion lombarde est fondée par quelques citoyens de Milan désireux de former une garde d'honneur pour le général français Napoléon Bonaparte. Le 6 novembre 1797, l'unité reçoit comme emblème le premier drapeau tricolore sur la Piazza del Duomo. La légion est divisée en sept cohortes : trois à Milan, une à Crémone et Casalmaggiore, une à Lodi et Pavie, une à Côme et enfin une composée de patriotes provenant essentiellement des États pontificaux et du royaume de Sicile. À la suite de cette initiative, de nombreuses autres villes italiennes forment à leur tour une sorte de « garde de la cité ». La Légion lombarde connaît son baptême du feu lors de la bataille d'Arcole et se bat contre les troupes du pape sur les rives du Senio.

« Le général Lannes, commandant de l'avant-garde, ayant identifié l'ennemi et commencé à ouvrir le feu, ordonna immédiatement aux éclaireurs de la Légion lombarde d'attaquer. Le commandant de la Légion, De La Hoz, rassembla ses grenadiers en colonne serrée pour attaquer, à la baïonnette, les batteries ennemies. Cette Légion, qui était à son baptême du feu, se couvrit de gloire et captura 14 canons sous le feu de 3 à 4000 hommes retranchés. »

— Le général Bonaparte dans sa correspondance personnelle, n° 1448.
L'offensive de la Deuxième Coalition en 1799 est victorieuse et entraîne la chute de la République cisalpine ainsi que des autres républiques sœurs d'Italie, et par conséquent la dissolution de la Légion lombarde. Une partie de ses ex-membres, cependant, se rassemble à Toulon et donne naissance à la Légion italique sous les ordres du général Lechi. Ce nouveau corps combat aux côtés des troupes françaises en Italie et se distingue à Varallo. Le 2 juin 1800, le général Domenico Pino est chargé de créer une nouvelle légion qui sert initialement en Toscane, puis, dans le cadre de la guerre entre la France et l'Angleterre en 1802, est transférée sur les côtes de la Manche.
Les soldats piémontais, en vertu de l'annexion à la France en 1802, sont intégrés à l'armée française. Les dragons deviennent le 21e régiment de l'arme et les hussards constituent le 17e régiment de chasseurs à cheval, qui prend le numéro 26 en mai 1802.

## Sous le règne d'Eugène de Beauharnais, 1805-1814
Pour un article plus général, voir Royaume d'Italie (1805-1814).

### De l'Italie à l'Autriche

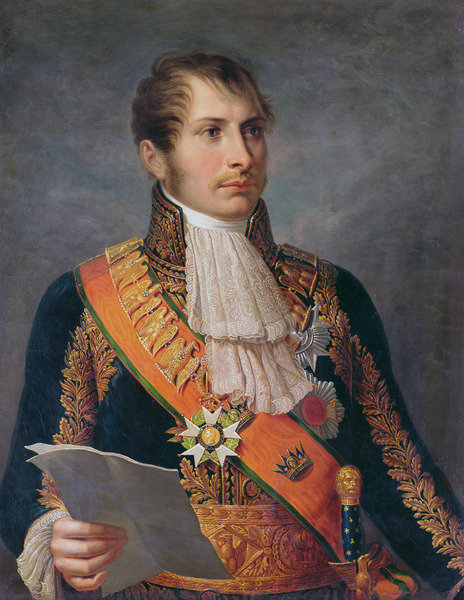
Eugène de Beauharnais, général d'Empire et vice-roi d'Italie. Huile sur toile, école française, vers 1804.

Le 17 juillet 1805, après la proclamation du royaume d'Italie, le ministère de la Guerre (it) ordonne la dissolution des gardes d'honneur citadines en vue d'organiser la Garde royale italienne. Cette dernière, dotée du fusil Charleville 1777, se compose de six régiments d'infanterie de ligne, trois régiments d'infanterie légère, un régiment d'infanterie dalmate, deux régiments de dragons et deux régiments de chasseurs à cheval. Dans un premier temps, la petite armée italienne coopère sur place avec les troupes françaises du maréchal Masséna.
Le 2 décembre 1805, plusieurs détachements de la Garde royale italienne participent à la bataille d'Austerlitz et sont cités à l'ordre du jour par le Bulletin.

« […] les gens d'Italie ont montré beaucoup d'énergie […] ils sont plein d'esprit et de passion, il est donc facile, pour eux, d'acquérir des qualités militaires. Les artilleurs de la Garde royale se sont couverts de gloire à la bataille d'Austerlitz, et ont gagné l'estime de tous les vieux artilleurs français. La Garde royale était sur le flanc de la Garde impériale où elle s'est comportée dignement. Venise retournera au Royaume d'Italie. »

— Napoléon Ier dans le 37e bulletin de la Grande Armée, Schönbrunn, 26 décembre 1805.
En 1806, les autres régiments italiens, accompagnés par des unités françaises, partent pour l'Istrie et la Dalmatie afin de réprimer les révoltes de la population slave. La même année, les provinces du royaume d'Italie sont réparties en six divisions militaires : Milan, Brescia, Mantoue, Ancône, Venise et Bologne. La Garde royale italienne commandée par le général Lechi prend part, en 1808, à la guerre d'Espagne et y conquiert Barcelone. Elle quitte la péninsule l'année suivante et combat dans les Alpes dans le cadre de la campagne d'Autriche, sous les ordres du vice-roi Eugène de Beauharnais.

### Campagne de Russie, 1812

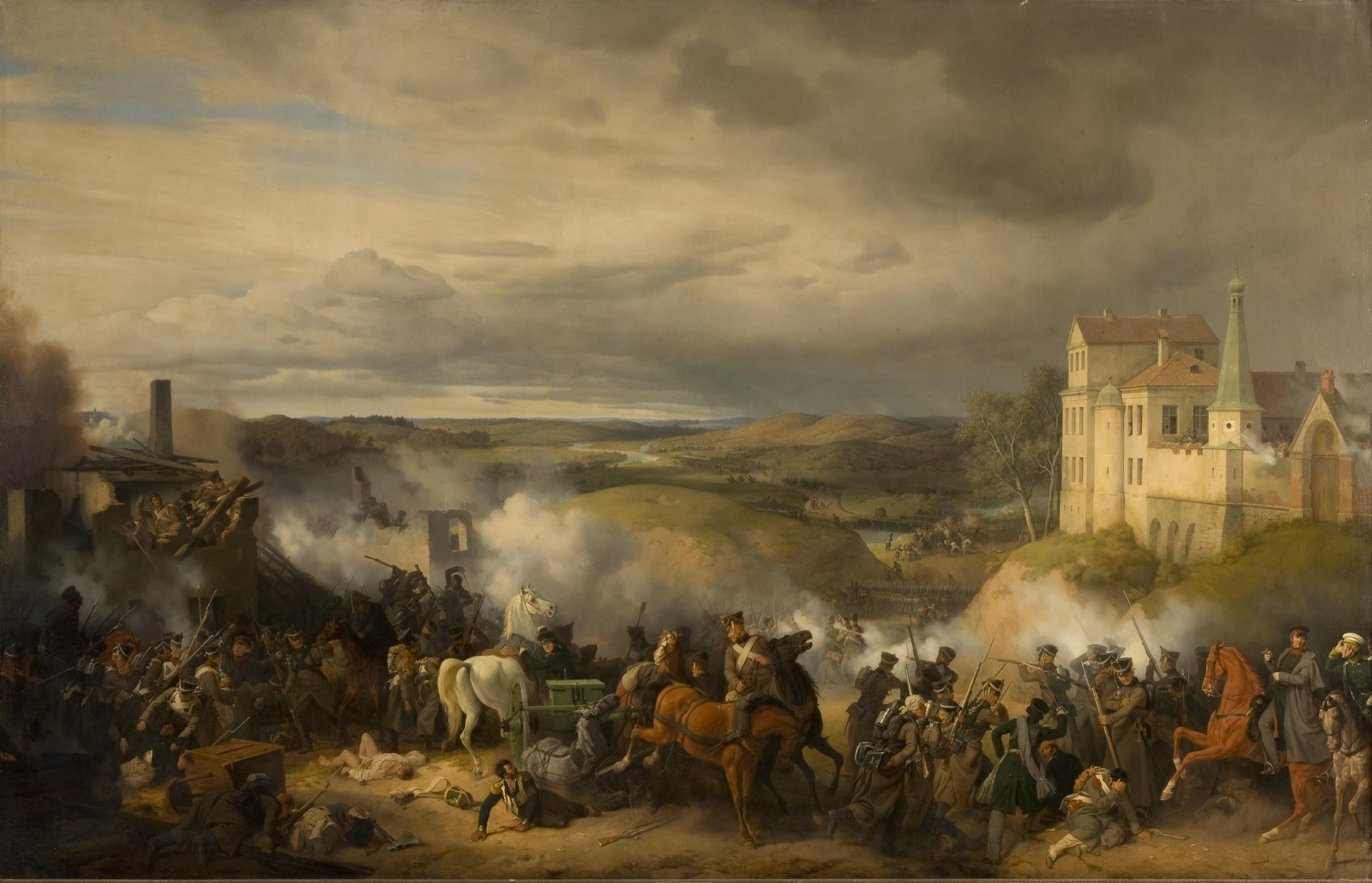
La bataille de Maloyaroslavets, 24 octobre 1812. Peinture de Peter von Hess.

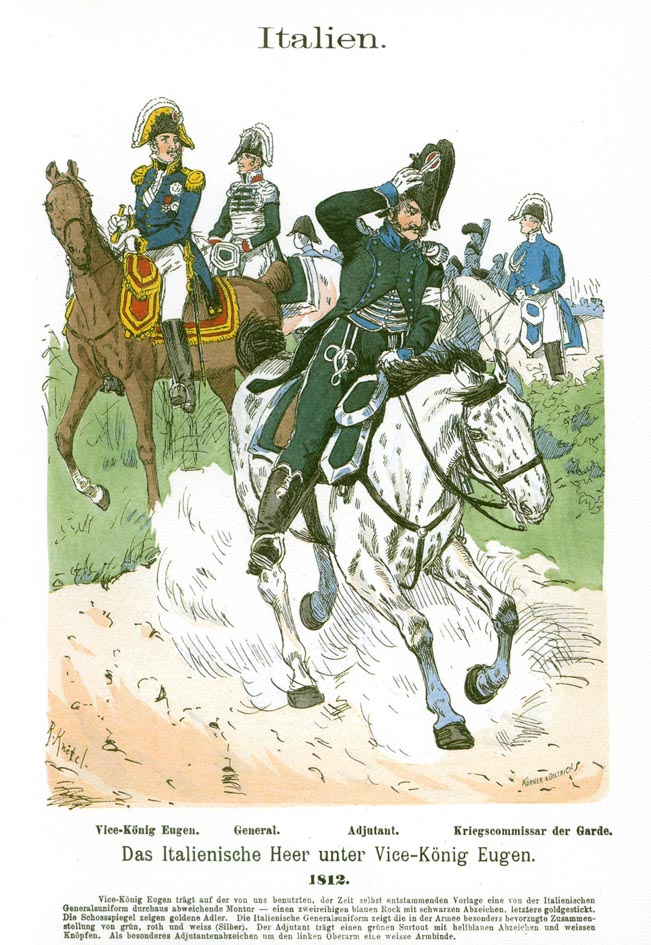
Le vice-roi Eugène de Beauharnais et son état-major, 1812. Planche de Richard Knötel.

Au printemps 1811, l'armée italienne du vice-roi Eugène fait mouvement en direction de la Vistule en prévision de la campagne de Russie, et est incorporée au 4e corps d'armée. La Garde royale prend part aux opérations au sein de la 14e division, commandée par le général Teodoro Lechi, et aux côtés de la 15e division du général Pino, qui aligne quatre régiments d'infanterie italiens, le régiment dalmate et les deux régiments de dragons Regina (1er) et Napoleone (2e). La cavalerie du IVe corps comprend également deux régiments de chasseurs à cheval italiens. La Garde royale se conduit avec bravoure aux batailles de Smolensk et de la Moskova et, en vertu de celles-ci, est autorisée à défiler en tête des troupes dans les rues de Moscou après l'occupation de la ville. Par ailleurs, le régiment d'infanterie de la Garde devient le régiment de grenadiers de la Garde royale par décision de Napoléon. Le tsar Alexandre Ier ayant repoussé ses offres de paix, l'Empereur est cependant contraint de sonner la retraite. Le 24 octobre 1812, les Italiens d'Eugène sont très durement engagés dans la bataille de Maloyaroslavets où ils font face aux contre-attaques russes, perdant et reprenant la ville à plusieurs reprises ; cet affrontement reste par la suite dans les mémoires comme la « bataille des Italiens ».

« L'honneur de cette journée appartient totalement à vous et à vos braves Italiens, qui ont décidé d'une aussi brillante victoire. »

— Napoléon au vice-roi Eugène.

« […] Dans la journée du 24, le IVe corps que je commandais a soutenu une brillante bataille contre l'ennemi. Il s'est emparé d'une possession et s'y est maintenu tout au long de la journée. Et cela est le fait du seul IVe corps. Malgré la difficulté du terrain, l'ennemi a dirigé contre nous huit attaques consécutives. Les forces des Russes étaient doubles des nôtres. La division italienne a montré beaucoup de courage et d'intrépidité ; la Garde royale a fait preuve d'un grand sang-froid. Les deux bataillons de chasseurs ont eu l'occasion de se distinguer. »

— Le vice-roi Eugène au ministre de la Guerre du royaume d'Italie.

### Dernières campagnes, 1813-1814
Après la retraite de Russie, quelques régiments italiens servent à la bataille de Leipzig en octobre 1813, au sein des 4e et 8e corps, ce dernier étant sous le commandement du maréchal-prince Poniatowski.

« Les services remarqués des Italiens durant cette campagne m'ont comblé de joie. Leur loyauté sans faille, […] leur exemple, la constance intrépide dont ils ont fait preuve dans les échecs et les malheurs de toutes sortes, m'ont beaucoup touché. Tout cela m'incite à penser qu'il existe toujours dans vos veines le sang des maîtres du monde. »

— Allocution de Napoléon aux troupes italiennes à Mayence, novembre 1813.
L'armée italienne se retire en bon ordre dans les territoires du royaume où elle contient avec succès une offensive autrichienne sur le Carso, mais la chute de Napoléon entraîne la dissolution de la Garde royale le 30 mai 1814. Les officiers ont toutefois la possibilité de garder leurs décorations et de reprendre du service avec leur grade dans l'armée autrichienne.
Selon l'historien Alexander Mikaberidze, « on estime à 125 000 le nombre de soldats italiens morts au combat, de maladie ou à cause des intempéries, sur les 200 000 ayant pris part aux guerres napoléoniennes ».

## Uniformes

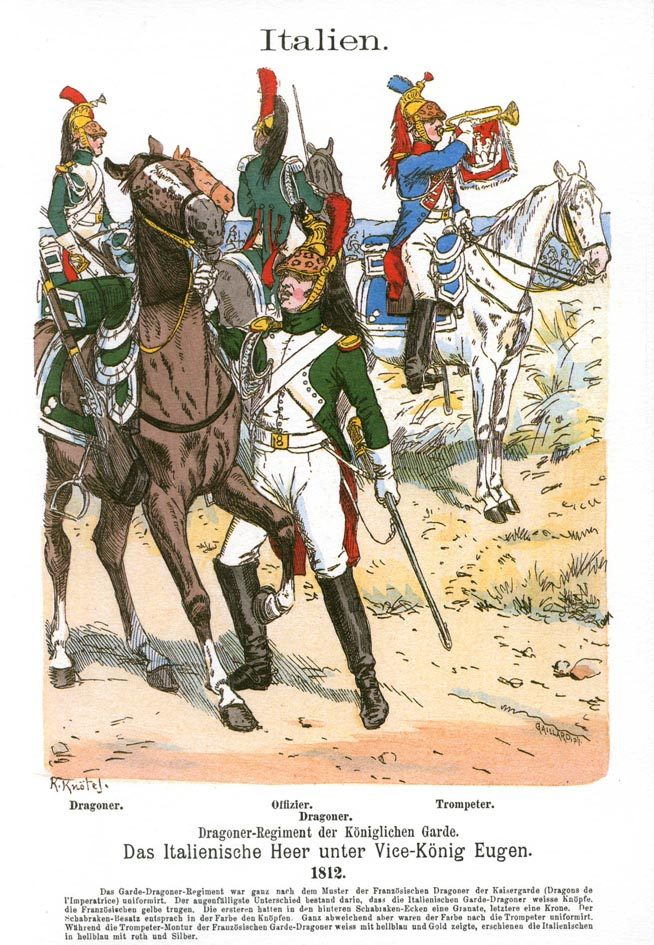
Dragons de la Garde royale italienne, 1812. Planche de Richard Knötel.
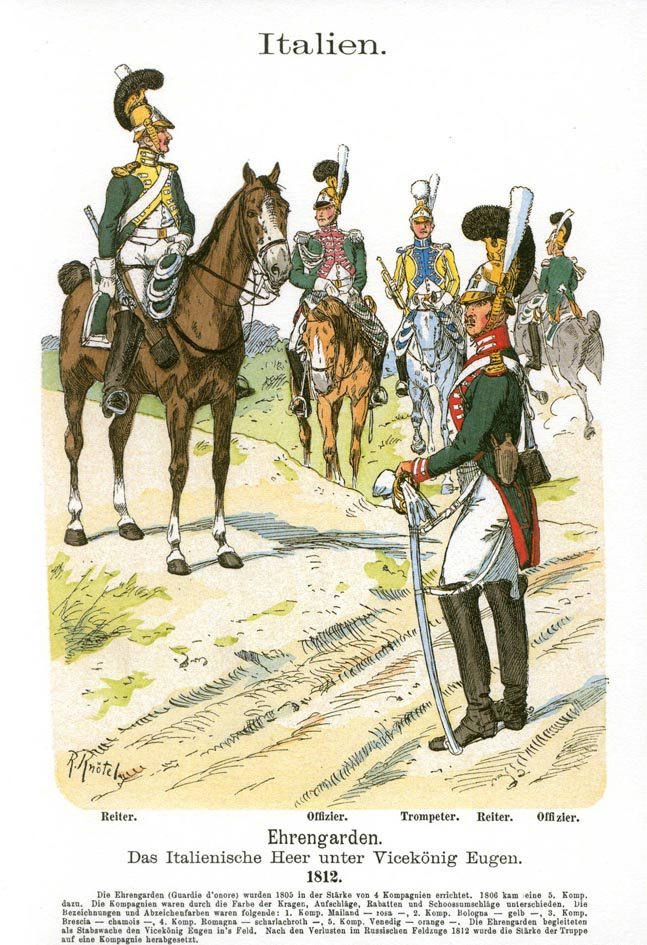
Gardes d'honneur italiens, 1812. Planche de Richard Knötel.
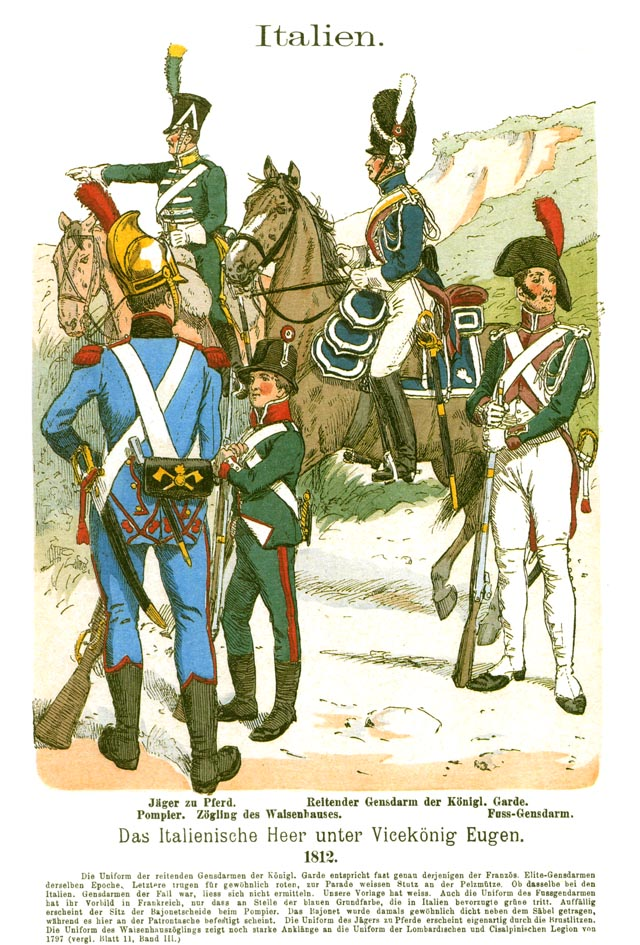
1er régiment de chasseurs à cheval, gendarmes et corps divers italiens, 1812. Planche de Richard Knötel.
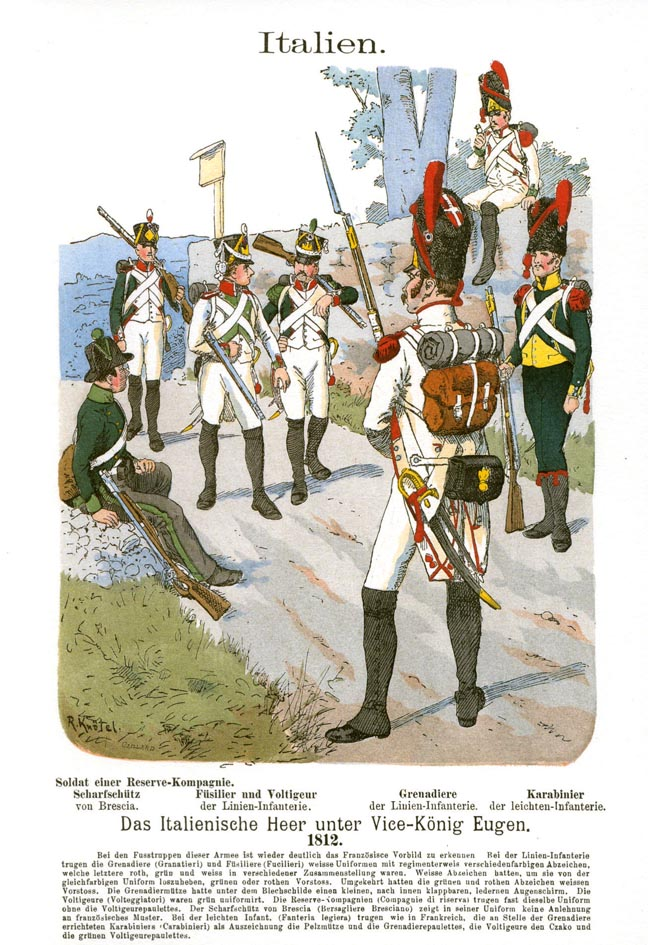
Infanterie de ligne et infanterie légère du royaume d'Italie, 1812. Planche de Richard Knötel.
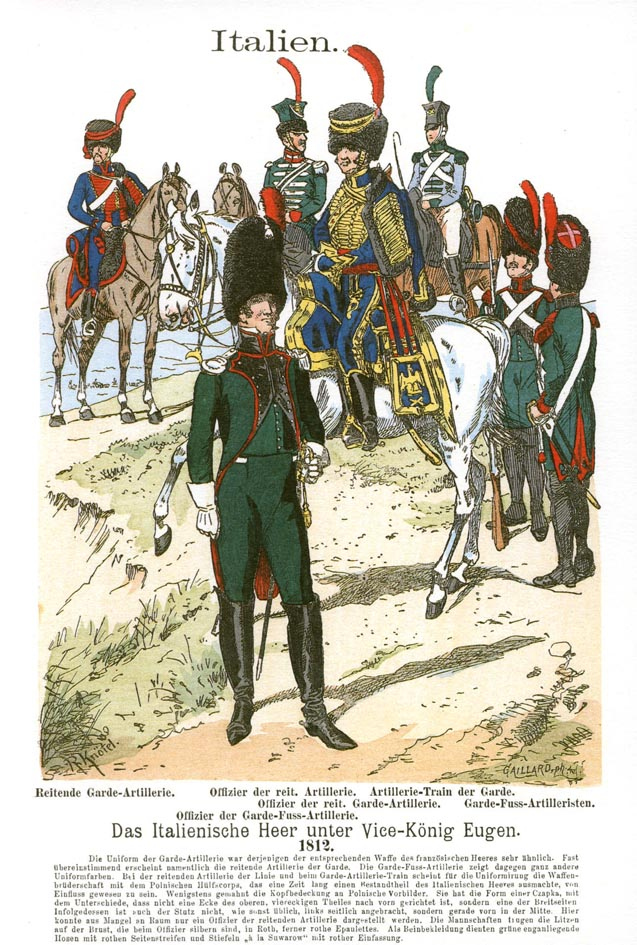
Artillerie à pied et artillerie à cheval du royaume d'Italie, 1812. Planche de Richard Knötel.

## Crédit d'auteurs
- (it) Cet article est partiellement ou en totalité issu de l’article de Wikipédia en italien intitulé « Esercito del Regno d'Italia (1805-1814) » (voir la liste des auteurs).